# Reforma universitária (Brasil)
No Brasil, são conhecidas como reformas universitárias duas grandes alterações ocorridas no Ensino Superior, durante a ditadura militar e o governo Lula.

## Regime militar
A reforma universitária da ditadura militar (às vezes chamada também de reforma universitária de 1968) se trata de uma série de leis que modificaram o ensino superior no Brasil nas décadas de 1960 e 1970, incluindo como medidas, dentre outras, a substituição do sistema de cátedras pelo de departamentos, institutos e centros, e a a desintegração das Faculdades de Filosofia, Ciências e Letras.
Dentre alguns importantes marcos da reforma, amparados pelo Ato Institucional n. 5 (1968), estiveram o Relatório Atcon (1966, 1970), a Lei n. 5.540 (1968), o Relatório Meira Mattos (1968), e o Decreto-lei n. 477 (1969).
Em termos territoriais, a reforma representou uma mudança de organização. No Brasil, as primeiras universidades, datadas do início do século XX, foram instituídas pela reunião de faculdades isoladas já existentes. Mais tarde, veio o modelo de cidade universitária, com faculdades autônomas em edifícios isolados, distribuídos em uma extensa área, urbana ou rural. Com a reforma universitária, adotou-se o modelo americano de câmpus, com instalações separadas das cidades, possuindo edifícios com funções bem delimitadas, primando pelo racionalismo da arquitetura modernista.

## Governo Lula
A reforma universitária do governo Lula, como parte do Plano de Desenvolvimento da Educação, constituiu-se em um conjunto de decretos, projetos de lei, resoluções e portarias. Associados à reforma, estiveram o Prouni, o Enade, a Lei de Inovação Tecnológica, o Decreto das Fundações e a Universidade Nova.